# Оук Гроув (Луизијана)
Оук Гроув (енгл. Oak Grove) град је у америчкој савезној држави Луизијана.

## Демографија
По попису из 2010. године број становника је 1.727, што је 447 (-20,6%) становника мање него 2000. године.
| Група             | 2000.         | 2010.         |
| Белци             | 1.493 (68,7%) | 1.136 (65,8%) |
| Афроамериканци    | 636 (29,3%)   | 507 (29,4%)   |
| Азијати           | 3 (0,1%)      | 14 (0,8%)     |
| Хиспаноамериканци | 19 (0,9%)     | 49 (2,8%)     |
| Укупно            | 2.174         | 1.727         |